# Schiavo morente
Lo Schiavo morente è una scultura marmorea (h 215 cm) di Michelangelo, databile al 1513 circa e conservata nel Museo del Louvre a Parigi.

## Storia
I due "schiavi" del Louvre risalgono al secondo progetto per la tomba di Giulio II, quello concordato con gli eredi Della Rovere nel maggio 1513. Sebbene fosse stato accantonato il gigantesco mausoleo iniziale, l'opera era ancora molto monumentale, con un corredo scultoreo decisamente ricco, e Michelangelo si mise subito all'opera. Tra le prime opere completate ci sono appunto i due Prigioni, ribattezzati "Schiavi" solo nell'Ottocento, destinate alla parte inferiore del monumento funebre, a ridosso dei pilastri che incorniciano le nicchie con le Vittorie: la loro posa quindi doveva potenziare plasticamente l'architettura, per questo essi hanno una veduta principale di grande effetto, ma sono meno curate del solito quelle laterali.
La datazione delle due statue è confermata da una lettera di Michelangelo a Marcello dei Covi, in cui parlò di una vista di Luca Signorelli nella sua casa romana mentre lavorava a "una figura di marmo, ritta alta quattro braccia, che à le mani dietro".
Tutti i Prigioni, che rimasero nello studio dell'artista, vennero eliminati dal monumento nel progetto finale del 1542. Nel 1546 Michelangelo donò le due opere del Louvre a Roberto Strozzi, per la generosa accoglienza ricevuta nella sua casa romana durante le malattie del luglio 1544 e del gennaio 1546. Quando lo Strozzi fu esiliato a Lione, per la sua opposizione a Cosimo I de' Medici, si fece inviare le due statue nell'aprile 1550. Nell'aprile del 1578 vennero viste sotto due nicchie nel cortile del castello del connestabile di Montmorency a Écouen, nei pressi di Parigi.
Nel 1632 furono regalate da Enrico II di Montmorency al cardinale Richelieu, che le fece mettere nel suo castello di Poitou (Château de Richelieu), dove vennero viste da Gianlorenzo Bernini in viaggio, che ne fece anche un'illustrazione.
Nel 1749 l'allora Duca di Richelieu le fece portare a Parigi, nel Pavillon de Hanovre. Furono sequestrate nel 1793, quando la vedova dell'ultimo dei marescialli di Richelieu tentò di metterle in vendita, diventando di proprietà governativa e confluendo nelle collezioni che oggi sono al Louvre.
Esistono alcuni bozzetti assimilabili allo Schiavo morente, tra cui uno al British Museum a Londra.

## Descrizione e stile
Lo Schiavo morente si ispira, in una posa verticale anziché orizzontale, al Niobide morente che all'epoca si trovava a Roma e oggi è agli Uffizi. Lo schiavo è abbandonato in una posa languida, con i lacci che gli attraversano il petto, scostati appena da una mano, mentre il braccio sinistro è piegato in alto a reggere la testa mollemente in caduta. La sensazione che doveva trasmettere era quella di scivolare lungo il pilastro. Attraverso il lento snodarsi delle membra l'opera dà l'idea del risveglio e del ritorno a una coscienza consapevole dopo il sonno.
Il significato iconologico delle due figure è probabilmente legato al motivo dei Captivi nell'arte romana, infatti Vasari li identificò come personificazioni delle province controllate da Giulio II; per il Condivi invece simboleggerebbero le Arti rese prigioniere dopo la morte del pontefice. Lo Schiavo morente in particolare, avendo ai piedi un abbozzo di scimmia, sarebbe una personificazione della pittura, definita ars simia naturae. Altre letture sono state proposte di carattere filosofico-simbolico o legate alla vita personale dell'artista e i suoi "tormenti".
Da un punto di vista stilistico, essi si rifanno alla statuaria antica, in particolare ellenistica, come il Gruppo del Laocoonte, scoperto nel 1506 alla presenza proprio di Michelangelo, ma anche le raffigurazioni sugli archi di trionfo a Roma o anche le rappresentazioni di san Sebastiano, anche pittoriche.